# غل قاسم (أوجان الشرقي)
غل قاسم (بالفارسية: گل‌قاسم) هي مستوطنة تقع في إيران في قسم أوجان الشرقي الريفي. يقدر عدد سكانها بـ 82 نسمة .